# Altaria (Renfe)

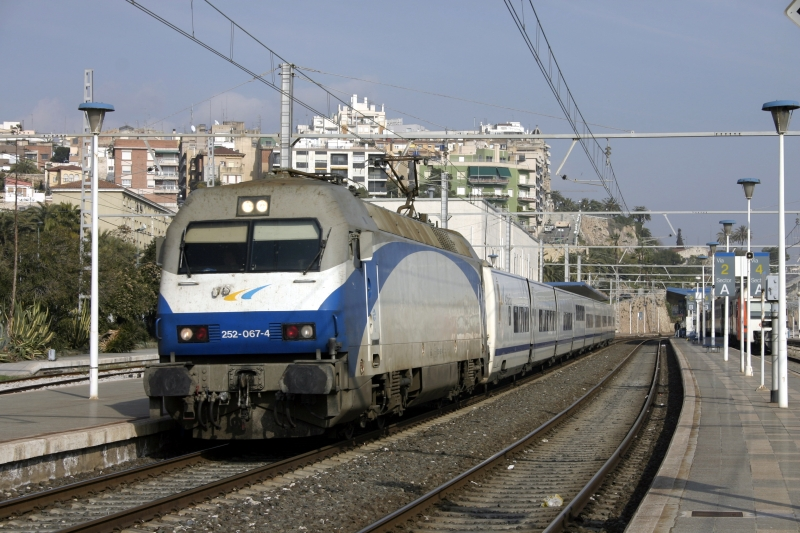
Altaria destinació Madrid-Puerta de Atocha esperant via lliure a Tarragona.

Altaria és un tren de llarga distància que forma part de l'alta gamma de Grans Línies. Té seients en turista i preferent, accés adaptat a minusvàlids i cafeteria. És un producte de Renfe Operadora de preu mitjà dins dels trens de Llarga Distància, que connecta Madrid amb el sud d'Espanya.
Des del punt de vista físic, és un tren Talgo de les sèries IV, VI o VII amb rodadura desplaçable, que pot recórrer vies d'ample ibèric o internacional passant per canviadors d'ample entre ambdues, del que tiren una locomotora (davant) o dos (una davant i una altra darrere) que no són de rodadura desplaçable.
Fa uns pocs anys aquest servei havia tingut més importància que actualment, ja que molts Altaria han sigut substituïts per Alvia que és un tren autopropulsat i, per tant, no necessita canviar de locomotora i canvia d'ample molt més ràpid que l'Alvia. A mesura que es vagi introduint l'Alvia, l'Altaria només es mantindrà a les relacions on s'hagi d'anar per vies no electrificades.

## Recorreguts
Disposa de les següents línies: 
| Rutes | Observacions                                                           |
| --- | ---------------------------------------------------------------------- |
| Madrid-Puerta de Atocha · Ciudad Real · Puertollano · Còrdova-Central · Antequera-Santa Ana · Ronda · Algesires                                             | via NAFA i LAV Còrdova-Màlaga amb canvi d'ample a Antequera-Santa Ana  |
| Madrid-Puerta de Atocha · Ciudad Real · Puertollano · Còrdova-Central · Antequera-Santa Ana · Granada                                                       | via NAFA i LAV Còrdova-Màlaga amb canvi d'ample a Antequera-Santa Anna |
| Madrid-Puerta de Atocha · Alcázar de San Juan · Albacete · Hellín · Calasparra · Cieza · Murcia del Carmen                                                  |                                                                        |
| Madrid-Puerta de Atocha · Alcázar de San Juan · Albacete · Hellín · Calasparra · Cieza · Murcia del Carmen · Balsicas-Mar Menor · Torre-Pacheco · Cartagena |                                                                        |